# Mistrovství Československa v moderní gymnastice
Mistrovství Československa v moderní gymnastice bylo vrcholnou sportovní soutěží v Československu mezi lety 1958 až 1992. Po zániku Československa soutěž pokračovala od roku 1993 jako mistrovství Česka v moderní gymnastice a mistrovství Slovenska v moderní gymnastice.

## Medailistky z mistrovství Československa

### Víceboj
| Rok   | Místo            | Disc.    | Zlato                                                                        | Zlato  | Stříbro                                      | Stříbro | Bronz                                                                           | Bronz  |
| ----- | ---------------- | -------- | ---------------------------------------------------------------------------- | ------ | -------------------------------------------- | ------- | ------------------------------------------------------------------------------- | ------ |
| 1958  | Karlovy Vary     | pětiboj  | Dagmar Přívozníková (TJ Slavia Praha VŠ) Alena Toušová (TJ Spartak Brno KPS) | 47,650 | —                                            | —       | Hana Machatová (TJ Spartak Brno KPS)                                            | 46,800 |
| 1959  | Brno             | šestiboj | Jiřina Machatová (TJ Spartak KPS Brno)                                       | 56,900 | Dagmar Přívozníková (TJ Slavia VŠ Praha)     | 56,550  | Alena Toušová (TJ Spartak KPS Brno)                                             | 55,150 |
| 1960  | Praha–Vinohrady  | pětiboj  | Dagmar Štastná (TJ Slavia VŠ Praha)                                          | 47,200 | Alena Toušová (TJ Spartak KPS Brno)          | 46,050  | Jana Musilová (TJ Slavia VŠ Praha)                                              | 46,000 |
| 1961  | Ostrava          | pětiboj  | Dagmar Štastná (TJ Slavia VŠ Praha)                                          | 47,300 | Jiřina Machatová (TJ Spartak KPS Brno)       | 45,800  | Marie Zdražilová (TJ Slovan Mariánské Lázně)                                    | 45,700 |
| 1962  | Plzeň            | pětiboj  | Dagmar Štastná (TJ Slavia VŠ Praha)                                          | 46,700 | Hana Machatová (TJ Spartak KPS Brno)         | 46,650  | Jiřina Machatová (TJ Spartak KPS Brno)                                          | 46,350 |
| †1963 | Bratislava       | pětiboj  | Hana Machatová (TJ Spartak KPS Brno)                                         | 46,700 | Jiřina Machatová (TJ Spartak KPS Brno)       | 46,550  | Jana Bérová (TJ Slavia VŠ Praha)                                                | 45,600 |
| 1964  | Brno             | šestiboj | Dagmar Štastná (TJ Slavia VŠ Praha)                                          | 56,565 | Hana Machatová (TJ Spartak KPS Brno)         | 56,497  | Jana Bérová (TJ Slavia VŠ Praha)                                                | 55,899 |
| 1965  | Pardubice        | šestiboj | Hana Machatová (TJ Spartak KPS Brno)                                         | 56,765 | Hana Mičechová (TJ Spartak AZKG Praha)       | 56,698  | Irena Hlaďová (TJ Spartak AZKG Praha)                                           | 56,365 |
| 1966  | Bratislava       | šestiboj | Hana Bogušovská (TJ Spartak KPS Brno)                                        | 57,432 | Jiřina Langová (TJ Spartak KPS Brno)         | 57,098  | Irena Hlaďová (TJ Spartak AZKG Praha)                                           | 56,465 |
| 1967  | Brno             | šestiboj | Zdena Mlynářová (TJ Moravská Slavia Brno)                                    | 57,466 | Jiřina Langová (TJ Spartak KPS Brno)         | 57,365  | Irena Hlaďová (TJ Spartak AZKG Praha)                                           | 56,297 |
| 1968  | Praha            | šestiboj | Hana Sitnianská (TJ Spartak AZKG Praha)                                      | 56,250 | Jana Vonášková (TJ Slovan Praha 8)           | 55,900  | Irena Staňková (TJ Spartak AZKG Praha)                                          | 55,500 |
| 1969  | Praha–Vinohrady  | šestiboj | Hana Sitnianská (TJ Praga Praha)                                             | 56,030 | Jana Vonášková (TJ Slavia Ekonom Praha)      | 55,640  | Julie Pekeländerová (TJ Rudá hvězda Praha)                                      | 55,520 |
| 1970  | Uherské Hradiště | čtyřboj  | Julie Pekeländerová (TJ Rudá hvězda Praha)                                   | 37,850 | Jana Hruzková (TJ Rudá hvězda Praha)         | 37,000  | Jana Vonášková (TJ Slavia Ekonom Praha)                                         | 36,650 |
| 1971  | Olomouc          | čtyřboj  | Marcela Klingerová (TJ Rudá hvězda Praha)                                    | 37,600 | Jana Hruzková (TJ Rudá hvězda Praha)         | 37,050  | Jana Vonášková (TJ Slavia Ekonom Praha)                                         | 36,850 |
| 1972  | Pezinok          | čtyřboj  | Marcela Klingerová (TJ Rudá hvězda Praha)                                    | 38,050 | Iva Zahrádková (TJ Moravská Slavia Brno)     | 37,150  | Taťjana Mrenová (TJ LP Šumperk)                                                 | 36,900 |
| 1973  | Praha–Vinohrady  | pětiboj  | Marcela Klingerová (TJ Rudá hvězda Praha)                                    | 48,250 | Taťjana Mrenová (TJ LP Šumperk)              | 47,300  | Alena Baťková (TJ Slovan Mariánské Lázně)                                       | 46,050 |
| 1974  | Sokolov          | pětiboj  | Alena Baťková (TJ Slovan Mariánské Lázně)                                    | 46,450 | Marcela Klingerová (TJ Rudá hvězda Praha)    | 46,300  | Ivana Kučerová (TJ Rudá hvězda Praha)                                           | 45,750 |
| 1975  | Brno             | pětiboj  | Marcela Klingerová (TJ Rudá hvězda Praha)                                    | 47,400 | Taťjana Mrenová (TJ Slavia Uni. Olomouc)     | 46,500  | Hana Kaloudová (TJ Rudá hvězda Praha)                                           | 46,150 |
| 1976  | Praha–Vinohrady  | šestiboj | Taťjana Mrenová (TJ Slavia Uni. Olomouc)                                     | 54,750 | Zuzana Záveská (TJ Rudá hvězda Praha)        | 54,500  | Jana Nováková (TJ Bižuterie Jablonec)                                           | 54,200 |
| 1977  | Olomouc          | pětiboj  | Iveta Havlíčková (TJ KPS Brno)                                               | 47,250 | Zuzana Záveská (TJ Rudá hvězda Praha)        | 46,400  | Hana Kaloudová (TJ Rudá hvězda Praha)                                           | 45,850 |
| 1978  | Litvínov         | pětiboj  | Daniela Bošanská (TJ Rudá hvězda Praha) Iveta Havlíčková (TJ KPS Brno)       | 47,000 | —                                            | —       | Šárka Baťková (TJ Slovan Mariánské Lázně)                                       | 46,600 |
| 1979  | Praha–Radlice    | pětiboj  | Daniela Bošanská (TJ Rudá hvězda Praha)                                      | 48,600 | Iveta Havlíčková (TJ KPS Brno)               | 47,700  | Šárka Baťková (TJ Slovan Mariánské Lázně) Zuzana Záveská (TJ Rudá hvězda Praha) | 46,600 |
| 1980  | Sokolov          | pětiboj  | Daniela Bošanská (TJ Rudá hvězda Praha)                                      | 48,150 | Šárka Baťková (TJ Slovan Mariánské Lázně)    | 46,450  | Iveta Havlíčková (TJ KPS Brno)                                                  | 46,100 |
| 1981  | Plzeň            | pětiboj  | Šárka Baťková (TJ Slovan Mariánské Lázně)                                    | 47,750 | Daniela Bošanská (TJ Rudá hvězda Praha)      | 47,500  | Zuzana Záveská (TJ Rudá hvězda Praha)                                           | 46,800 |
| 1982  | Olomouc          | pětiboj  | Šárka Baťková (TJ Slovan Mariánské Lázně)                                    | 47,800 | Iveta Havlíčková (TJ Rudá hvězda Praha)      | 47,450  | Daniela Bošanská (TJ Rudá hvězda Praha) Libuše Mojžíšová (VŠTJ HF UK Praha)     | 47,200 |
| 1983  | Praha–Radlice    | pětiboj  | Zuzana Záveská (TJ Vodní stavby Praha)                                       | 47,700 | Libuše Mojžíšová (VŠTJ HF UK Praha)          | 47,650  | Daniela Záhorovská (TJ Rudá hvězda Praha)                                       | 46,950 |
| 1984  | Praha–Hostivař   | pětiboj  | Libuše Mojžíšová (VŠTJ HF UK Praha)                                          | 49,050 | Daniela Bošanská (TJ Rudá hvězda Praha)      | 48,900  | Daniela Záhorovská (TJ Rudá hvězda Praha)                                       | 47,650 |
| 1985  | Jablonec         | pětiboj  | Daniela Záhorovská (TJ Rudá hvězda Praha)                                    | 48,800 | Jana Zapletalová (TJ Rudá hvězda Praha)      | 47,800  | Dana Gräfová (TJ Bižuterie Jablonec)                                            | 47,750 |
| 1986  | Jihlava          | pětiboj  | Jana Zapletalová (TJ Rudá hvězda Praha)                                      | 48,350 | Jolana Dvořáková (TJ Rudá hvězda Praha)      | 48,200  | Andrea Koppová (TJ Moravská Slavia Brno)                                        | 47,750 |
| 1987  | Praha–Vinohrady  | pětiboj  | Andrea Koppová (TJ Moravská Slavia Brno)                                     | 47,950 | Eva Popotrandovská (VŠTJ Univerzita Olomouc) | 47,700  | Denisa Sokolovská (TJ Rudá hvězda Praha)                                        | 47,600 |
| 1988  | Hradec Králové   | pětiboj  | Denisa Sokolovská (TJ Rudá hvězda Praha)                                     | 48,750 | Lenka Oulehlová (TJ Moravská Slavia Brno)    | 48,500  | Andrea Koppová (TJ Moravská Slavia Brno)                                        | 48,400 |
| 1989  | Praha–Hostivař   | pětiboj  | Lenka Oulehlová (TJ Moravská Slavia Brno)                                    | 47,700 | Jana Veselá (TJ Rudá hvězda Praha)           | 47,600  | Denisa Sokolovská (TJ Rudá hvězda Praha)                                        | 47,100 |
| 1990  | Jihlava          | pětiboj  | Lenka Oulehlová (TJ Moravská Slavia Brno)                                    | 47,950 | Jana Veselá (TJ Motorlet Praha)              | 47,650  | Lenka Dědičová (TJ Moravská Slavia Brno)                                        | 47,550 |
| 1991  | Hradec Králové   | pětiboj  | Jana Veselá (TJ Motorlet Praha)                                              | 46,700 | Lenka Dědičová (TJ Moravská Slavia Brno)     | 46,150  | Lenka Oulehlová (TJ Moravská Slavia Brno)                                       | 45,600 |
| 1992  | Brno             | šestiboj | Lenka Oulehlová (TJ Moravská Slavia Brno)                                    | 55,700 | Jana Veselá (ISRG Praha)                     | 55,300  | Lenka Dědičová (TJ Moravská Slavia Brno)                                        | 54,750 |

† V Roku 1963 nebyl vítězce udělen titul mistryně ČSSR pro malou účast — 7 závodnic ze dvou krajů. Bojovalo se pouze o vítězství v mistrovské třídě. Československý sport. S. 3. ISSN 0323-1224.

### Cvičení bez náčiní
| Rok  | Místo            | Disc.   | Zlato                                                                       | Zlato  | Stříbro                                    | Stříbro | Bronz                                     | Bronz  |
| ---- | ---------------- | ------- | --------------------------------------------------------------------------- | ------ | ------------------------------------------ | ------- | ----------------------------------------- | ------ |
| 1966 | Bratislava       | bnáčiní | Hana Bogušovská (TJ Spartak KPS Brno)                                       | 19,655 | Jiřina Langová (TJ Spartak KPS Brno)       | 19,633  | Irena Hlaďová (TJ Spartak AZKG Praha)     | 19,132 |
| 1967 | Brno             | bnáčiní | Jiřina Langová (TJ Spartak KPS Brno)                                        | 19,433 | Hana Bogušovská (TJ Spartak KPS Brno)      | 19,333  | Zdena Mlynářová (TJ Moravská Slavia Brno) | 19,000 |
| 1968 | Praha            | bnáčiní | Jana Hruzková (TJ Rudá hvězda Praha) Irena Staňková (TJ Spartak AZKG Praha) | 18,550 | —                                          | —       | Hana Sitnianská (TJ Spartak AZKG Praha)   | 18,500 |
| 1969 | Praha–Vinohrady  | bnáčiní | Jana Hruzková (TJ Rudá hvězda Praha)                                        | 9,600  | Julie Pekeländerová (TJ Rudá hvězda Praha) | 9,500   | Hana Sitnianská (TJ Praga Praha)          | 9,350  |
| 1970 | Uherské Hradiště | bnáčiní | Julie Pekeländerová (TJ Rudá hvězda Praha)                                  | 19,000 | Jana Hruzková (TJ Rudá hvězda Praha)       | 18,850  | Jana Vonášková (TJ Slavia Ekonom Praha)   | 18,650 |
| 1974 | Sokolov          | bnáčiní | Ivana Kučerová (TJ Rudá hvězda Praha)                                       | 16,900 | Alena Baťková (TJ Slovan Mariánské Lázně)  | 16,650  | Marcela Klingerová (TJ Rudá hvězda Praha) | 16,550 |
| 1975 | Brno             | bnáčiní | Marcela Klingerová (TJ Rudá hvězda Praha)                                   | 17,850 | Hana Kaloudová (TJ Rudá hvězda Praha)      | 17,400  | Ivana Kučerová (TJ Rudá hvězda Praha)     | 17,300 |
| 1976 | Praha–Vinohrady  | bnáčiní | Simona Jankovská (TJ Spartak Praha 4)                                       | 16,450 | Taťjana Mrenová (TJ Slavia Uni. Olomouc)   | 16,400  | Iveta Havlíčková (TJ KPS Brno)            | 16,300 |
| 1977 | Olomouc          | bnáčiní | Iveta Havlíčková (TJ KPS Brno)                                              | 18,250 | Alena Iľková (TJ Rudá hvězda Praha)        | 18,000  | Daniela Bošanská (TJ Rudá hvězda Praha)   | 17,650 |
| 1978 | Litvínov         | bnáčiní | Daniela Bošanská (TJ Rudá hvězda Praha) Iveta Havlíčková (TJ KPS Brno)      | 17,900 | —                                          | —       | Yvonna Machanová (TJ KPS Brno)            | 17,650 |
| 1979 | Praha–Radlice    | bnáčiní | Daniela Bošanská (TJ Rudá hvězda Praha)                                     | 18,900 | Simona Jankovská (TJ Rudá hvězda Praha)    | 18,300  | Dana Gräfová (TJ Rudá hvězda Praha)       | 18,250 |
| 1980 | Sokolov          | bnáčiní | Iveta Havlíčková (TJ KPS Brno)                                              | 18,200 | Zora Čierniková (TJ Rudá hvězda Praha)     | 18,150  | Ivana Volfová (TJ Rudá hvězda Praha)      | 18,100 |
| 1992 | Brno             | bnáčiní | Lenka Oulehlová (TJ Moravská Slavia Brno)                                   | 9,150  | ???                                        |         | ???                                       |        |

### Cvičení s náčiním
| Rok  | Místo           | Disc.    | Zlato                                     | Zlato  | Stříbro                                                                            | Stříbro | Bronz                                  | Bronz  |
| ---- | --------------- | -------- | ----------------------------------------- | ------ | ---------------------------------------------------------------------------------- | ------- | -------------------------------------- | ------ |
| 1966 | Bratislava      | snáčíním | Hana Bogušovská (TJ Spartak KPS Brno)     | 19,410 | Jiřina Langová (TJ Spartak KPS Brno)                                               | 19,249  | Irena Hlaďová (TJ Spartak AZKG Praha)  | 19,132 |
| 1967 | Brno            | snáčíním | Zdena Mlynářová (TJ Moravská Slavia Brno) | 38,466 | Jiřina Langová (TJ Spartak KPS Brno)                                               | 37,932  | Irena Hlaďová (TJ Spartak AZKG Praha)  | 37,731 |
| 1968 | Praha           | snáčíním | Hana Sitnianská (TJ Spartak AZKG Praha)   | 37,750 | Jana Vonášková (TJ Slovan Praha 8)                                                 | 37,450  | Irena Staňková (TJ Spartak AZKG Praha) | 36,950 |
| 1969 | Praha–Vinohrady | snáčíním | Jana Vonášková (TJ Slavia Ekonom Praha)   | 28,100 | Julie Pekeländerová (TJ Rudá hvězda Praha) Hana Sitnianská (TJ Spartak AZKG Praha) | 27,900  | —                                      | —      |

od roku 1970 samostatná náčiní

#### Cvičení se švihadlem
| Rok  | Místo            | Disc.    | Zlato                                                                       | Zlato  | Stříbro | Stříbro | Bronz                                                                                 | Bronz  |
| ---- | ---------------- | -------- | --------------------------------------------------------------------------- | ------ | --- | ------- | ------------------------------------------------------------------------------------- | ------ |
| 1970 | Uherské Hradiště | švihadlo | Julie Pekeländerová (TJ Rudá hvězda Praha)                                  | 18,750 | Jiřina Blahnová (TJ Spartak Praha 4)                                                                                         | 18,600  | Jana Hruzková (TJ Rudá hvězda Praha)                                                  | 18,450 |
| 1971 | Olomouc          | švihadlo | Marcela Klingerová (TJ Rudá hvězda Praha)                                   | 19,050 | Jana Hruzková (TJ Rudá hvězda Praha)                                                                                         | 19,000  | Alena Baťková (TJ Slovan Mariánské Lázně)                                             | 18,850 |
| 1972 | Pezinok          | švihadlo | Alena Baťková (TJ Slovan Mariánské Lázně)                                   | 19,100 | Marcela Klingerová (TJ Rudá hvězda Praha)                                                                                    | 19,000  | Taťjana Mrenová (TJ LP Šumperk)                                                       | 18,900 |
| 1973 | Praha–Vinohrady  | švihadlo | Alena Baťková (TJ Slovan Mariánské Lázně)                                   | 19,300 | Marcela Klingerová (TJ Rudá hvězda Praha)                                                                                    | 19,050  | Taťjana Mrenová (TJ LP Šumperk)                                                       | 18,400 |
| 1976 | Praha–Vinohrady  | švihadlo | Jana Nováková (TJ Bižuterie Jablonec)                                       | 18,700 | Taťjana Mrenová (TJ Slavia Uni. Olomouc)                                                                                     | 18,550  | Šárka Baťková (TJ Slovan Mariánské Lázně)                                             | 18,250 |
| 1977 | Olomouc          | švihadlo | Iveta Havlíčková (TJ KPS Brno)                                              | 19,050 | Šárka Baťková (TJ Slovan Mariánské Lázně) Ivana Kučerová (TJ Rudá hvězda Praha)                                              | 18,850  | —                                                                                     | —      |
| 1978 | Litvínov         | švihadlo | Iveta Havlíčková (TJ KPS Brno)                                              | 19,200 | Daniela Bošanská (TJ Rudá hvězda Praha)                                                                                      | 18,900  | Simona Jankovská (TJ Motorlet Praha)                                                  | 18,500 |
| 1979 | Praha–Radlice    | švihadlo | Daniela Bošanská (TJ Rudá hvězda Praha)                                     | 19,700 | Zuzana Záveská (TJ Rudá hvězda Praha)                                                                                        | 19,350  | Šárka Baťková (TJ Slovan Mariánské Lázně)                                             | 19,150 |
| 1980 | Sokolov          | švihadlo | Daniela Bošanská (TJ Rudá hvězda Praha)                                     | 19,400 | Šárka Baťková (TJ Slovan Mariánské Lázně)                                                                                    | 19,050  | Iveta Havlíčková (TJ KPS Brno)                                                        | 18,800 |
| 1981 | Plzeň            | švihadlo | Šárka Baťková (TJ Slovan Mariánské Lázně)                                   | 19,200 | Zuzana Záveská (TJ Rudá hvězda Praha)                                                                                        | 18,950  | Dana Gräfová (TJ Rudá hvězda Praha)                                                   | 18,750 |
| 1982 | Olomouc          | švihadlo | Iveta Havlíčková (TJ Rudá hvězda Praha) Libuše Mojžíšová (VŠTJ HF UK Praha) | 19,150 | — | —       | Šárka Baťková (TJ Slovan Mariánské Lázně)                                             | 19,000 |
| 1983 | Praha–Radlice    | švihadlo | Zuzana Záveská (TJ Vodní stavby Praha)                                      | 19,000 | Daniela Záhorovská (TJ Rudá hvězda Praha)                                                                                    | 18,950  | Libuše Mojžíšová (VŠTJ HF UK Praha)                                                   | 18,900 |
| 1984 | Praha–Hostivař   | švihadlo | Daniela Záhorovská (TJ Rudá hvězda Praha)                                   | 19,500 | Libuše Mojžíšová (VŠTJ HF UK Praha)                                                                                          | 19,300  | Daniela Bošanská (TJ Rudá hvězda Praha)                                               | 19,250 |
| 1985 | Jablonec         | švihadlo | Daniela Záhorovská (TJ Rudá hvězda Praha)                                   | 19,500 | Jana Zapletalová (TJ Rudá hvězda Praha)                                                                                      | 19,350  | Dana Gräfová (TJ Bižuterie Jablonec)                                                  | 19,250 |
| 1986 | Jihlava          | švihadlo | Jana Zapletalová (TJ Rudá hvězda Praha)                                     | 19,450 | Jolana Dvořáková (TJ Rudá hvězda Praha)                                                                                      | 19,200  | Andrea Koppová (TJ Moravská Slavia Brno) Eva Popotrandovská (VŠTJ Univerzita Olomouc) | 19,150 |
| 1987 | Praha–Vinohrady  | švihadlo | Andrea Koppová (TJ Moravská Slavia Brno)                                    | 19,300 | Jolana Dvořáková (TJ Rudá hvězda Praha) Denisa Sokolovská (TJ Rudá hvězda Praha)                                             | 19,200  | —                                                                                     | —      |
| 1988 | Hradec Králové   | švihadlo | Jana Veselá (TJ Rudá hvězda Praha)                                          | 19,400 | Gabriela Hermanová (TJ Rudá hvězda Praha) Andrea Koppová (TJ Moravská Slavia Brno) Lenka Oulehlová (TJ Moravská Slavia Brno) | 19,300  | —                                                                                     | —      |
| 1989 | Praha–Hostivař   | švihadlo | Jana Veselá (TJ Rudá hvězda Praha)                                          | 9,550  | Lenka Oulehlová (TJ Moravská Slavia Brno)                                                                                    | 9,500   | Denisa Sokolovská (TJ Rudá hvězda Praha)                                              | 9,400  |
| 1990 | Jihlava          | švihadlo | Jana Veselá (TJ Motorlet Praha)                                             | 9,700  | Lenka Oulehlová (TJ Moravská Slavia Brno)                                                                                    | 9,650   | Lenka Dědičová (TJ Moravská Slavia Brno)                                              | 9,550  |
| 1991 | Hradec Králové   | švihadlo | Gabriela Hermanová (TJ Motorlet Praha)                                      | 9,375  | Lenka Oulehlová (TJ Moravská Slavia Brno)                                                                                    | 9,250   | Jana Veselá (TJ Motorlet Praha)                                                       | 9,125  |
| 1992 | Brno             | švihadlo | Lenka Oulehlová (TJ Moravská Slavia Brno)                                   | 9,500  | ??? |         | ???                                                                                   |        |

#### Cvičení s obručí
| Rok  | Místo            | Disc. | Zlato                                                                               | Zlato  | Stříbro                                                                          | Stříbro | Bronz                                                                              | Bronz  |
| ---- | ---------------- | ----- | ----------------------------------------------------------------------------------- | ------ | -------------------------------------------------------------------------------- | ------- | ---------------------------------------------------------------------------------- | ------ |
| 1970 | Uherské Hradiště | obruč | Julie Pekeländerová (TJ Rudá hvězda Praha)                                          | 19,150 | Jana Hruzková (TJ Rudá hvězda Praha)                                             | 18,650  | Jana Vonášková (TJ Slavia Ekonom Praha)                                            | 18,550 |
| 1971 | Olomouc          | obruč | Jana Vonášková (TJ Slavia Ekonom Praha)                                             | 19,100 | Marcela Klingerová (TJ Rudá hvězda Praha)                                        | 19,050  | Jana Hruzková (TJ Rudá hvězda Praha)                                               | 18,850 |
| 1972 | Pezinok          | obruč | Marcela Klingerová (TJ Rudá hvězda Praha)                                           | 19,150 | Iva Zahrádková (TJ Moravská Slavia Brno)                                         | 18,650  | Alena Baťková (TJ Slovan Mariánské Lázně) Jana Vonášková (TJ Slovan Praha 8)       | 18,600 |
| 1973 | Praha–Vinohrady  | obruč | Taťjana Mrenová (TJ LP Šumperk)                                                     | 19,150 | Marcela Klingerová (TJ Rudá hvězda Praha)                                        | 19,100  | Alena Baťková (TJ Slovan Mariánské Lázně)                                          | 18,700 |
| 1974 | Sokolov          | obruč | Alena Baťková (TJ Slovan Mariánské Lázně) Marcela Klingerová (TJ Rudá hvězda Praha) | 19,000 | —                                                                                | —       | Iva Zahrádková (TJ Moravská Slavia Brno)                                           | 18,650 |
| 1975 | Brno             | obruč | Marcela Klingerová (TJ Rudá hvězda Praha)                                           | 19,300 | Taťjana Mrenová (TJ Slavia Uni. Olomouc)                                         | 19,100  | Hana Kaloudová (TJ Rudá hvězda Praha)                                              | 18,850 |
| 1976 | Praha–Vinohrady  | obruč | Taťjana Mrenová (TJ Slavia Uni. Olomouc)                                            | 18,900 | Alena Iľková (TJ Rudá hvězda Praha)                                              | 18,800  | Iveta Havlíčková (TJ KPS Brno)                                                     | 18,700 |
| 1977 | Olomouc          | obruč | Zuzana Záveská (TJ Rudá hvězda Praha)                                               | 19,050 | Iveta Havlíčková (TJ KPS Brno)                                                   | 18,950  | Daniela Bošanská (TJ Rudá hvězda Praha)                                            | 18,900 |
| 1978 | Litvínov         | obruč | Daniela Bošanská (TJ Rudá hvězda Praha)                                             | 19,350 | Šárka Baťková (TJ Slovan Mariánské Lázně)                                        | 18,900  | Jana Nováková (TJ Bižuterie Jablonec)                                              | 18,600 |
| 1980 | Sokolov          | obruč | Daniela Bošanská (TJ Rudá hvězda Praha)                                             | 19,450 | Šárka Baťková (TJ Slovan Mariánské Lázně)                                        | 18,850  | Zuzana Záveská (TJ Rudá hvězda Praha)                                              | 18,500 |
| 1981 | Plzeň            | obruč | Daniela Bošanská (TJ Rudá hvězda Praha)                                             | 19,100 | Šárka Baťková (TJ Slovan Mariánské Lázně)                                        | 19,050  | Dana Gräfová (TJ Rudá hvězda Praha)                                                | 18,850 |
| 1982 | Olomouc          | obruč | Šárka Baťková (TJ Slovan Mariánské Lázně)                                           | 19,250 | Daniela Bošanská (TJ Rudá hvězda Praha)                                          | 19,100  | Dana Gräfová (TJ Rudá hvězda Praha) Zuzana Záveská (TJ Rudá hvězda Praha)          | 18,800 |
| 1983 | Praha–Radlice    | obruč | Libuše Mojžíšová (VŠTJ HF UK Praha)                                                 | 19,250 | Zuzana Záveská (TJ Vodní stavby Praha)                                           | 19,000  | Dana Gräfová (TJ Rudá hvězda Praha)                                                | 18,850 |
| 1984 | Praha–Hostivař   | obruč | Libuše Mojžíšová (VŠTJ HF UK Praha)                                                 | 19,750 | Daniela Bošanská (TJ Rudá hvězda Praha)                                          | 19,700  | Monika Myšičková (TJ Rudá hvězda Praha)                                            | 19,200 |
| 1985 | Jablonec         | obruč | Daniela Záhorovská (TJ Rudá hvězda Praha)                                           | 19,600 | Dana Gräfová (TJ Bižuterie Jablonec)                                             | 19,400  | Jolana Dvořáková (TJ Rudá hvězda Praha)                                            | 19,250 |
| 1986 | Jihlava          | obruč | Jana Zapletalová (TJ Rudá hvězda Praha)                                             | 19,650 | Jolana Dvořáková (TJ Rudá hvězda Praha)                                          | 19,400  | Markéta Kordová (TJ Rudá hvězda Praha)                                             | 19,350 |
| 1987 | Praha–Vinohrady  | obruč | Andrea Koppová (TJ Moravská Slavia Brno) Denisa Sokolovská (TJ Rudá hvězda Praha)   | 19,350 | —                                                                                | —       | Jolana Dvořáková (TJ Rudá hvězda Praha)                                            | 19,300 |
| 1988 | Hradec Králové   | obruč | Lenka Oulehlová (TJ Moravská Slavia Brno) Denisa Sokolovská (TJ Rudá hvězda Praha)  | 19,500 | —                                                                                | —       | Andrea Koppová (TJ Moravská Slavia Brno)                                           | 19,450 |
| 1989 | Praha–Hostivař   | obruč | Denisa Sokolovská (TJ Rudá hvězda Praha)                                            | 9,700  | Jana Veselá (TJ Rudá hvězda Praha)                                               | 9,600   | Lenka Dědičová (TJ Moravská Slavia Brno) Martina Trtílková (TJ Vodní stavby Praha) | 9,400  |
| 1990 | Jihlava          | obruč | Jana Veselá (TJ Motorlet Praha)                                                     | 9,700  | Gabriela Hermanová (TJ Motorlet Praha) Lenka Oulehlová (TJ Moravská Slavia Brno) | 9,650   | —                                                                                  | —      |
| 1991 | Hradec Králové   | obruč | Gabriela Hermanová (TJ Motorlet Praha)                                              | 9,500  | Lenka Oulehlová (TJ Moravská Slavia Brno)                                        | 9,475   | Jana Veselá (TJ Motorlet Praha)                                                    | 9,425  |
| 1992 | Brno             | obruč | Lenka Oulehlová (TJ Moravská Slavia Brno)                                           | 9,525  | ???                                                                              |         | ???                                                                                |        |

#### Cvičení s míčem
| Rok  | Místo            | Disc. | Zlato | Zlato  | Stříbro                                                                         | Stříbro | Bronz                                                                              | Bronz  |
| ---- | ---------------- | ----- | --- | ------ | ------------------------------------------------------------------------------- | ------- | ---------------------------------------------------------------------------------- | ------ |
| 1970 | Uherské Hradiště | míč   | Jana Vonášková (TJ Slavia Ekonom Praha)                                                                                   | 18,800 | Jana Hruzková (TJ Rudá hvězda Praha) Julie Pekeländerová (TJ Rudá hvězda Praha) | 18,650  | —                                                                                  | —      |
| 1971 | Olomouc          | míč   | Marcela Klingerová (TJ Rudá hvězda Praha)                                                                                 | 19,050 | Jana Hruzková (TJ Rudá hvězda Praha)                                            | 19,000  | Jana Vonášková (TJ Slavia Ekonom Praha)                                            | 18,850 |
| 1972 | Pezinok          | míč   | Marcela Klingerová (TJ Rudá hvězda Praha)                                                                                 | 19,000 | Alena Baťková (TJ Slovan Mariánské Lázně)                                       | 18,850  | Jarmila Štěrbová (TJ Rudá hvězda Praha)                                            | 18,750 |
| 1973 | Praha–Vinohrady  | míč   | Marcela Klingerová (TJ Rudá hvězda Praha)                                                                                 | 19,400 | Taťjana Mrenová (TJ LP Šumperk)                                                 | 19,150  | Alena Baťková (TJ Slovan Mariánské Lázně)                                          | 18,750 |
| 1974 | Sokolov          | míč   | Alena Baťková (TJ Slovan Mariánské Lázně)                                                                                 | 19,300 | Marcela Klingerová (TJ Rudá hvězda Praha)                                       | 19,000  | Taťjana Mrenová (TJ Slavia Uni. Olomouc) Iva Zahrádková (TJ Moravská Slavia Brno)  | 18,950 |
| 1975 | Brno             | míč   | Marcela Klingerová (TJ Rudá hvězda Praha)                                                                                 | 19,250 | Taťjana Mrenová (TJ Slavia Uni. Olomouc)                                        | 19,000  | Iva Zahrádková (TJ Moravská Slavia Brno)                                           | 18,850 |
| 1976 | Praha–Vinohrady  | míč   | Iveta Havlíčková (TJ KPS Brno)                                                                                            | 18,850 | Taťjana Mrenová (TJ Slavia Uni. Olomouc)                                        | 18,800  | Jana Nováková (TJ Bižuterie Jablonec)                                              | 18,600 |
| 1977 | Olomouc          | míč   | Iveta Havlíčková (TJ KPS Brno)                                                                                            | 19,350 | Hana Kaloudová (TJ Rudá hvězda Praha)                                           | 18,900  | Ivana Kučerová (TJ Rudá hvězda Praha)                                              | 18,800 |
| 1978 | Litvínov         | míč   | Iveta Havlíčková (TJ KPS Brno)                                                                                            | 19,400 | Šárka Baťková (TJ Slovan Mariánské Lázně)                                       | 19,100  | Daniela Bošanská (TJ Rudá hvězda Praha)                                            | 18,800 |
| 1979 | Praha–Radlice    | míč   | Daniela Bošanská (TJ Rudá hvězda Praha)                                                                                   | 19,450 | Zuzana Záveská (TJ Rudá hvězda Praha)                                           | 19,150  | Šárka Baťková (TJ Slovan Mariánské Lázně) Simona Jankovská (TJ Rudá hvězda Praha)  | 18,650 |
| 1981 | Plzeň            | míč   | Šárka Baťková (TJ Slovan Mariánské Lázně) Daniela Bošanská (TJ Rudá hvězda Praha) Iveta Havlíčková (TJ Rudá hvězda Praha) | 19,150 | —                                                                               | —       | —                                                                                  | —      |
| 1982 | Olomouc          | míč   | Iveta Havlíčková (TJ Rudá hvězda Praha)                                                                                   | 19,200 | Šárka Baťková (TJ Slovan Mariánské Lázně)                                       | 19,150  | Daniela Bošanská (TJ Rudá hvězda Praha)                                            | 18,900 |
| 1983 | Praha–Radlice    | míč   | Libuše Mojžíšová (VŠTJ HF UK Praha) Zuzana Záveská (TJ Vodní stavby Praha)                                                | 19,250 | —                                                                               | —       | Iveta Havlíčková (TJ Rudá hvězda Praha)                                            | 19,000 |
| 1984 | Praha–Hostivař   | míč   | Daniela Bošanská (TJ Rudá hvězda Praha) Libuše Mojžíšová (VŠTJ HF UK Praha)                                               | 19,650 | —                                                                               | —       | Iveta Havlíčková (TJ Vodní stavby Praha) Daniela Záhorovská (TJ Rudá hvězda Praha) | 19,500 |
| 1985 | Jablonec         | míč   | Daniela Záhorovská (TJ Rudá hvězda Praha)                                                                                 | 19,700 | Dana Gräfová (TJ Bižuterie Jablonec) Jana Zapletalová (TJ Rudá hvězda Praha)    | 19,500  | —                                                                                  | —      |
| 1986 | Jihlava          | míč   | Jolana Dvořáková (TJ Rudá hvězda Praha)                                                                                   | 19,600 | Andrea Koppová (TJ Moravská Slavia Brno)                                        | 19,400  | Jana Zapletalová (TJ Rudá hvězda Praha)                                            | 19,150 |
| 1987 | Praha–Vinohrady  | míč   | Denisa Sokolovská (TJ Rudá hvězda Praha)                                                                                  | 19,400 | Jolana Dvořáková (TJ Rudá hvězda Praha)                                         | 19,350  | Eva Popotrandovská (VŠTJ Univerzita Olomouc)                                       | 19,300 |
| 1988 | Hradec Králové   | míč   | Denisa Sokolovská (TJ Rudá hvězda Praha) Jana Veselá (TJ Rudá hvězda Praha)                                               | 19,500 | —                                                                               | —       | Lenka Oulehlová (TJ Moravská Slavia Brno)                                          | 19,400 |
| 1989 | Praha–Hostivař   | míč   | Denisa Sokolovská (TJ Rudá hvězda Praha)                                                                                  | 9,550  | Lenka Oulehlová (TJ Moravská Slavia Brno) Jana Veselá (TJ Rudá hvězda Praha)    | 9,500   | —                                                                                  | —      |
| 1990 | Jihlava          | míč   | Lenka Oulehlová (TJ Moravská Slavia Brno)                                                                                 | 9,700  | Lenka Dědičová (TJ Moravská Slavia Brno)                                        | 9,650   | Jana Veselá (TJ Motorlet Praha)                                                    | 9,600  |
| 1991 | Hradec Králové   | míč   | Lenka Dědičová (TJ Moravská Slavia Brno) Jana Veselá (TJ Motorlet Praha)                                                  | 9,500  | —                                                                               | —       | Lenka Oulehlová (TJ Moravská Slavia Brno)                                          | 9,450  |
| 1992 | Brno             | míč   | Lenka Oulehlová (TJ Moravská Slavia Brno)                                                                                 | 9,550  | ???                                                                             |         | ???                                                                                |        |

#### Cvičení s kuželi/y
| Rok  | Místo           | Disc.  | Zlato                                                                                 | Zlato  | Stříbro                                                                           | Stříbro | Bronz | Bronz  |
| ---- | --------------- | ------ | ------------------------------------------------------------------------------------- | ------ | --------------------------------------------------------------------------------- | ------- | --- | ------ |
| 1973 | Praha–Vinohrady | kužele | Marcela Klingerová (TJ Rudá hvězda Praha)                                             | 18,750 | Taťjana Mrenová (TJ LP Šumperk)                                                   | 18,700  | Alena Baťková (TJ Slovan Mariánské Lázně) Ivana Kučerová (TJ Rudá hvězda Praha)                                      | 17,800 |
| 1974 | Sokolov         | kužele | Alena Baťková (TJ Slovan Mariánské Lázně)                                             | 19,350 | Marcela Klingerová (TJ Rudá hvězda Praha)                                         | 18,950  | Hana Kaloudová (TJ Rudá hvězda Praha) Ivana Kučerová (TJ Rudá hvězda Praha) Iva Zahrádková (TJ Moravská Slavia Brno) | 18,550 |
| 1975 | Brno            | kužele | Marcela Klingerová (TJ Rudá hvězda Praha)                                             | 19,300 | Alena Baťková (TJ Slovan Mariánské Lázně)                                         | 18,900  | Iva Zahrádková (TJ Moravská Slavia Brno)                                                                             | 18,750 |
| 1976 | Praha–Vinohrady | kužele | Jana Nováková (TJ Bižuterie Jablonec)                                                 | 18,900 | Taťjana Mrenová (TJ Slavia Uni. Olomouc)                                          | 18,850  | Alena Iľková (TJ Rudá hvězda Praha)                                                                                  | 18,800 |
| 1979 | Praha–Radlice   | kužele | Daniela Bošanská (TJ Rudá hvězda Praha)                                               | 19,750 | Iva Gräfová (TJ Rudá hvězda Praha)                                                | 18,950  | Ilona Topičová (TJ Rudá hvězda Praha)                                                                                | 18,850 |
| 1980 | Sokolov         | kužele | Daniela Bošanská (TJ Rudá hvězda Praha)                                               | 19,600 | Zuzana Záveská (TJ Rudá hvězda Praha)                                             | 19,050  | Šárka Baťková (TJ Slovan Mariánské Lázně)                                                                            | 18,950 |
| 1981 | Plzeň           | kužele | Daniela Bošanská (TJ Rudá hvězda Praha)                                               | 19,550 | Šárka Baťková (TJ Slovan Mariánské Lázně)                                         | 19,100  | Dana Gräfová (TJ Rudá hvězda Praha)                                                                                  | 18,850 |
| 1982 | Olomouc         | kužele | Daniela Bošanská (TJ Rudá hvězda Praha)                                               | 19,150 | Šárka Baťková (TJ Slovan Mariánské Lázně) Iveta Havlíčková (TJ Rudá hvězda Praha) | 19,050  | — | —      |
| 1983 | Praha–Radlice   | kužele | Libuše Mojžíšová (VŠTJ HF UK Praha)                                                   | 19,050 | Zuzana Záveská (TJ Vodní stavby Praha)                                            | 19,000  | Iveta Havlíčková (TJ Rudá hvězda Praha)                                                                              | 18,900 |
| 1984 | Praha–Hostivař  | kužele | Libuše Mojžíšová (VŠTJ HF UK Praha)                                                   | 19,800 | Daniela Bošanská (TJ Rudá hvězda Praha)                                           | 19,600  | Iveta Havlíčková (TJ Vodní stavby Praha)                                                                             | 19,450 |
| 1985 | Jablonec        | kužele | Jana Zapletalová (TJ Rudá hvězda Praha)                                               | 19,450 | Daniela Záhorovská (TJ Rudá hvězda Praha)                                         | 19,400  | Eva Popotrandovská (VŠTJ Univerzita Olomouc) Michaela Tichá (TJ Rudá hvězda Praha)                                   | 19,200 |
| 1986 | Jihlava         | kužele | Jolana Dvořáková (TJ Rudá hvězda Praha)                                               | 19,400 | Angelika Žulová (TJ Tatran Prešov)                                                | 19,300  | Andrea Koppová (TJ Moravská Slavia Brno) Michaela Tichá (TJ Rudá hvězda Praha)                                       | 19,200 |
| 1987 | Praha–Vinohrady | kužele | Andrea Koppová (TJ Moravská Slavia Brno) Eva Popotrandovská (VŠTJ Univerzita Olomouc) | 19,300 | —                                                                                 | —       | Jana Veselá (TJ Rudá hvězda Praha)                                                                                   | 19,150 |
| 1988 | Hradec Králové  | kužele | Denisa Sokolovská (TJ Rudá hvězda Praha) Jana Veselá (TJ Rudá hvězda Praha)           | 19,550 | —                                                                                 | —       | Lenka Oulehlová (TJ Moravská Slavia Brno)                                                                            | 19,450 |
| 1989 | Praha–Hostivař  | kužele | Jana Veselá (TJ Rudá hvězda Praha)                                                    | 9,650  | Lenka Oulehlová (TJ Moravská Slavia Brno)                                         | 9,500   | Lenka Dědičová (TJ Moravská Slavia Brno)                                                                             | 9,350  |
| 1990 | Jihlava         | kužele | Lenka Oulehlová (TJ Moravská Slavia Brno) Jana Veselá (TJ Motorlet Praha)             | 9,700  | —                                                                                 | —       | Gabriela Hermanová (TJ Motorlet Praha)                                                                               | 9,600  |
| 1991 | Hradec Králové  | kužele | Gabriela Hermanová (TJ Motorlet Praha)                                                | 9,575  | Lenka Oulehlová (TJ Moravská Slavia Brno)                                         | 9,400   | Lenka Dědičová (TJ Moravská Slavia Brno)                                                                             | 9,325  |
| 1992 | Brno            | kužele | Jana Veselá (ISRG Praha)                                                              | 9,450  | ???                                                                               |         | ??? |        |

#### Cvičení se stuhou/lentou
| Rok  | Místo           | Disc. | Zlato                                     | Zlato  | Stříbro                                                                               | Stříbro | Bronz                                                                              | Bronz  |
| ---- | --------------- | ----- | ----------------------------------------- | ------ | ------------------------------------------------------------------------------------- | ------- | ---------------------------------------------------------------------------------- | ------ |
| 1971 | Olomouc         | stuha | Jana Vonášková (TJ Slavia Ekonom Praha)   | 18,700 | Jana Hruzková (TJ Rudá hvězda Praha)                                                  | 18,550  | Marcela Klingerová (TJ Rudá hvězda Praha)                                          | 18,450 |
| 1972 | Pezinok         | stuha | Marcela Klingerová (TJ Rudá hvězda Praha) | 19,200 | Alena Baťková (TJ Slovan Mariánské Lázně)                                             | 18,550  | Jana Vonášková (TJ Slovan Praha 8) Iva Zahrádková (TJ Moravská Slavia Brno)        | 18,400 |
| 1973 | Praha–Vinohrady | stuha | Marcela Klingerová (TJ Rudá hvězda Praha) | 19,600 | Taťjana Mrenová (TJ LP Šumperk)                                                       | 19,100  | Alena Baťková (TJ Slovan Mariánské Lázně)                                          | 18,750 |
| 1974 | Sokolov         | stuha | Alena Baťková (TJ Slovan Mariánské Lázně) | 19,300 | Ivana Kučerová (TJ Rudá hvězda Praha)                                                 | 18,950  | Taťjana Mrenová (TJ Slavia Uni. Olomouc)                                           | 18,900 |
| 1975 | Brno            | stuha | Marcela Klingerová (TJ Rudá hvězda Praha) | 19,450 | Taťjana Mrenová (TJ Slavia Uni. Olomouc)                                              | 19,050  | Hana Kaloudová (TJ Rudá hvězda Praha) Ivana Kučerová (TJ Rudá hvězda Praha)        | 18,750 |
| 1976 | Praha–Vinohrady | stuha | Taťjana Mrenová (TJ Slavia Uni. Olomouc)  | 18,900 | Ivana Kučerová (TJ Rudá hvězda Praha)                                                 | 18,750  | Jana Nováková (TJ Bižuterie Jablonec)                                              | 18,600 |
| 1977 | Olomouc         | stuha | Iveta Havlíčková (TJ KPS Brno)            | 19,100 | Ivana Kučerová (TJ Rudá hvězda Praha)                                                 | 18,950  | Zuzana Záveská (TJ Rudá hvězda Praha)                                              | 18,900 |
| 1978 | Litvínov        | stuha | Daniela Bošanská (TJ Rudá hvězda Praha)   | 19,350 | Šárka Baťková (TJ Slovan Mariánské Lázně)                                             | 19,050  | Alena Iľková (TJ Rudá hvězda Praha)                                                | 18,750 |
| 1979 | Praha–Radlice   | stuha | Daniela Bošanská (TJ Rudá hvězda Praha)   | 19,600 | Šárka Baťková (TJ Slovan Mariánské Lázně) Zuzana Záveská (TJ Rudá hvězda Praha)       | 19,100  | —                                                                                  | —      |
| 1980 | Sokolov         | stuha | Daniela Bošanská (TJ Rudá hvězda Praha)   | 19,550 | Iveta Havlíčková (TJ KPS Brno)                                                        | 19,050  | Šárka Baťková (TJ Slovan Mariánské Lázně)                                          | 18,900 |
| 1981 | Plzeň           | stuha | Šárka Baťková (TJ Slovan Mariánské Lázně) | 19,200 | Zuzana Záveská (TJ Rudá hvězda Praha)                                                 | 18,950  | Ivana Volfová (TJ Rudá hvězda Praha)                                               | 18,900 |
| 1982 | Olomouc         | stuha | Šárka Baťková (TJ Slovan Mariánské Lázně) | 19,300 | Libuše Mojžíšová (VŠTJ HF UK Praha)                                                   | 19,100  | Daniela Bošanská (TJ Rudá hvězda Praha)                                            | 18,900 |
| 1983 | Praha–Radlice   | stuha | Libuše Mojžíšová (VŠTJ HF UK Praha)       | 19,300 | Zuzana Záveská (TJ Vodní stavby Praha)                                                | 19,200  | Iveta Havlíčková (TJ Rudá hvězda Praha)                                            | 18,500 |
| 1984 | Praha–Hostivař  | stuha | Daniela Záhorovská (TJ Rudá hvězda Praha) | 19,600 | Daniela Bošanská (TJ Rudá hvězda Praha)                                               | 19,550  | Libuše Mojžíšová (VŠTJ HF UK Praha)                                                | 19,200 |
| 1985 | Jablonec        | stuha | Daniela Záhorovská (TJ Rudá hvězda Praha) | 19,800 | Dana Gräfová (TJ Bižuterie Jablonec)                                                  | 19,300  | Andrea Koppová (TJ Moravská Slavia Brno)                                           | 19,250 |
| 1986 | Jihlava         | stuha | Jana Zapletalová (TJ Rudá hvězda Praha)   | 19,250 | Denisa Sokolovská (TJ Slavia Hradec Králové)                                          | 19,200  | Jolana Dvořáková (TJ Rudá hvězda Praha)                                            | 19,100 |
| 1987 | Praha–Vinohrady | stuha | Denisa Sokolovská (TJ Rudá hvězda Praha)  | 19,400 | Andrea Koppová (TJ Moravská Slavia Brno) Eva Popotrandovská (VŠTJ Univerzita Olomouc) | 19,300  | —                                                                                  | —      |
| 1988 | Hradec Králové  | stuha | Denisa Sokolovská (TJ Rudá hvězda Praha)  | 19,600 | Jana Veselá (TJ Rudá hvězda Praha)                                                    | 19,550  | Andrea Koppová (TJ Moravská Slavia Brno) Lenka Oulehlová (TJ Moravská Slavia Brno) | 19,300 |
| 1989 | Praha–Hostivař  | stuha | Jana Veselá (TJ Rudá hvězda Praha)        | 9,700  | Denisa Sokolovská (TJ Rudá hvězda Praha)                                              | 9,650   | Lenka Oulehlová (TJ Moravská Slavia Brno)                                          | 9,600  |
| 1990 | Jihlava         | stuha | Jana Veselá (TJ Motorlet Praha)           | 9,700  | Lenka Dědičová (TJ Moravská Slavia Brno) Lenka Oulehlová (TJ Moravská Slavia Brno)    | 9,600   | —                                                                                  | —      |
| 1991 | Hradec Králové  | stuha | Lenka Oulehlová (TJ Moravská Slavia Brno) | 9,400  | Lenka Dědičová (TJ Moravská Slavia Brno)                                              | 9,375   | Ivana Šmitáková (TJ Moravská Slavia Brno)                                          | 9,300  |
| 1992 | Brno            | stuha | Lenka Dědičová (TJ Moravská Slavia Brno)  | 9,450  | ???                                                                                   |         | ???                                                                                |        |